# 早起きは三文の徳
早起きは三文の徳（はやおきはさんもんのとく）は、宋の時代の中国からのことわざ。

## 概要
早起きをするということは健康に良くて、そのほかにも何か良いことがあるということを意味する。徳は得とも書く場合もある。このことわざでの三文というのは、現代でならば100円ほどの価値になる。そして三文というのはごくわずかという意味でもある。このためこのことわざは早起きをしたならば、わずかしかないとしても得るものがあるということになる。早起きをしたとしても三文くらいしか得られるものはないという形で用いられていたこともあった。

## 由来

### 中国
王朝時代の中国の楼鑰という詩人が書いた漢詩が由来とされている。その漢詩では3日早起きをしたならば、1日分の働きとなるという意味があった。

### 日本

#### 奈良
江戸時代の中期に発布された生類憐れみの令では奈良の鹿も手厚く保護され、危害を加えた者には三文の罰金が課せられていた。このことから江戸時代の庶民は早起きをして、軒先には鹿の死骸が無いかを確かめるようになっていた。このことから早起きは三文の徳といわれるようになったという説がある。

#### 高知
土佐藩は治水対策の堤防を築く際に少しでも早く土を固めるために、堤防の土を朝早く踏み固めた者には三文を与えるというお触れを出していた。このことが早起きは三文の徳になったという説もある。